# اورویل پک
اورویل پک (انگلیسی: Orville Peck) خواننده سبک کانتری اهل کانادا است. وی به علت پوشیدن لباس‌های نامتعارف و عدم نشان دادن صورتش مشهور است. پک در سال ۲۰۱۹ آلبوم پونی (به انگلیسی: Pony) را منتشر کرد.

## زندگی شخصی
اورویل پک به‌صورت علنی اعلام کرده که همجنس‌گرا است.